# 23006 Pazden
23006 Pazden este un asteroid din centura principală de asteroizi.

## Descriere
23006 Pazden este un asteroid din centura principală de asteroizi. A fost descoperit pe 13 noiembrie 1999 la Socorro, New Mexico, în cadrul proiectului LINEAR. Asteroidul prezintă o orbită caracterizată de o semiaxă mare de 2,90 ua, o excentricitate de 0,02 și o înclinație de 2,1° în raport cu ecliptica.